# El Cap del Camp
El Cap del Camp és una partida de camps de conreu parcialment abandonats del terme municipal de Conca de Dalt, al Pallars Jussà, a l'antic terme de Toralla i Serradell, en el territori del poble d'Erinyà.
Està situat molt a prop i al nord d'Erinyà, també al nord de la Pista de Serradell, a llevant de les Espesses i al sud-oest de les Cornelles.